# Nieszkowice Małe
Nieszkowice Małe – wieś w Polsce, położona w województwie małopolskim, w powiecie bocheńskim, w gminie Bochnia.
| SIMC    | Nazwa     | Rodzaj    |
| ------- | --------- | --------- |
| 0812643 | Mała Wieś | część wsi |
| 0812666 | Rubinki   | część wsi |
| 0812650 | Podkrzyże | część wsi |
| 0812672 | Załęże    | część wsi |

W latach 1975–1998 wieś administracyjnie należała do województwa tarnowskiego.
Pola i zabudowania miejscowości zajmują dolinę na prawym brzegu rzeki Raby oraz wzgórza Pogórza Wiśnickiego.
Nieszkowice Małe jest jedną z najstarszych miejscowości (1198 r.) należącą kiedyś do Zakonu Bożogrobców, wymieniana w bulli patriarchy jerozolimskiego jako Nescouiche (oprócz Chełmu, Bochni i Targowiska).
W miejscowości istnieje piłkarski Klub Sportowy "Nieszkowianka" Nieszkowice Małe, startujący w rozgrywkach klasy "A" (mężczyźni) i w IV lidze (kobiety) .Sekcja żeńska "Nieszkowianki" Nieszkowice Małe jest pierwszą drużyną z gminy Bochnia, która startuje w rozgrywkach ligowych na szczeblu centralnym. We wsi znajduje się Szkoła Podstawowa i Gimnazjalna im. Jana Pawła II. We wsi także działa ochotnicza straż pożarna, oraz Stowarzyszenie Książka za kawę i ciastko.
W Nieszkowicach Małych w 2003 roku kręcony był thriller „Koniec wakacji”.